# Trực Hưng
Trực Hưng là một xã thuộc huyện Trực Ninh, tỉnh Nam Định, Việt Nam.
Xã Trực Hưng có diện tích 5,66 km², dân số năm 1999 là 5772 người, mật độ dân số đạt 1020 người/km².